# L'Amour extra-large
Pour plus de détails, voir Fiche technique et Distribution.
L'Amour extra-large (Shallow Hal), ou Hal le superficiel au Québec, est un film américano-allemand réalisé par Peter et Bobby Farrelly, sorti en 2001.
Le film commence alors que sur son lit de mort, le révérend Larson (sous l'effet de la morphine en soins palliatifs) recommande à son fils Hal, 9 ans, de ne sortir qu'avec de jolies femmes, conseil qu'il met largement en pratique une fois devenu adulte. Mais, un jour, au hasard d'une panne d'ascenseur, il tombe sur un gourou de soutien, Tony Robbins, qui l'hypnotise de telle sorte qu'il ne puisse plus voir que la beauté intérieure des femmes. C'est ainsi que Hal rencontre Rosemary, une femme très largement obèse dont il a une vision mince et adorable.

## Synopsis
Harold "Hal" Larson passe ses soirées à se faire rejeter par de belles femmes dans des boîtes de nuit en compagnie de son ami Mauricio. Il occupe un poste stable chez JPS Funds, une institution financière dirigée par Steve Shanahan, mais est déçu de se voir refuser une promotion qu'il convoitait depuis longtemps. Hal est attiré par sa voisine Jill, qui le repousse en raison de son mode de vie superficiel. Un jour, Hal se retrouve coincé dans un ascenseur avec le coach de vie Tony Robbins, qui l'hypnotise pour qu'il ne voie plus que la beauté intérieure des femmes. Ne se rendant pas compte qu'il a été hypnotisé, Hal rencontre plus tard Rosemary, la fille de Steve, en obésité morbide. En raison de sa personnalité bienveillante et généreuse, Rosemary apparaît à Hal comme une femme svelte d'une grande beauté, et il en tombe immédiatement amoureux. Habituée à être ignorée à cause de son apparence, Rosemary pense d'abord que Hal se moque d'elle, mais finit par accepter de sortir avec lui en comprenant que ses sentiments sont sincères.
Préoccupé par le changement des préférences de Hal en matière de femmes, Mauricio convainc Tony de lui donner la phrase clé pour annuler l'hypnose. Lors d'un dîner, Rosemary annonce à Hal qu'elle a été recrutée par le Corps de la Paix pour une mission de 14 mois à Kiribati. Mauricio appelle Hal et prononce la phrase clé, puis le force à quitter le restaurant avant qu'il ne voie la véritable apparence de Rosemary. Dehors, Mauricio lui révèle la vérité sur l'hypnose que lui a faite Tony. Hal ne le croit pas jusqu'à ce qu'il recroise Katrina, une femme qui lui paraissait sublime sous hypnose, mais qui lui apparaît désormais sous une apparence peu attrayante. Déstabilisé, Hal commence à éviter Rosemary, ce qui attriste profondément cette dernière. Jill, qui a remarqué l'évolution de Hal grâce à sa relation avec Rosemary, s'intéresse alors à lui et l'invite à dîner. Lors de ce rendez-vous, Hal réalise qu'il aime toujours Rosemary, qui, par coïncidence, dîne dans le même restaurant avec sa famille et le voit avec Jill. Persuadée qu'il l'a remplacée, elle quitte les lieux en larmes. Plus tard, alors qu'il cherche une cabine téléphonique, Hal croise Rosemary sans la reconnaître, puis l'appelle pour lui assurer qu'il tient toujours à elle. Confuse et blessée, Rosemary le rejette et rompt avec lui.
Cinq jours plus tard, Steve informe Hal que l'ex-petit ami de Rosemary, Ralph, veut se remettre avec elle. En allant la chercher à l'hôpital où elle est bénévole, Hal retrouve une jeune patiente, Cadence, couverte de graves cicatrices de brûlures, chose qu'il n'avait pu voir quand il était sous hypnose. Bouleversé, Hal change de perspective sur la beauté extérieure et décide de retrouver Rosemary. Mauricio avoue qu'il a mis fin à l'hypnose par jalousie, et confesse qu'il a une queue vestigiale inopérable, ce qui l’a empêché d'avoir des relations avec les femmes. Hal l'encourage à accepter sa différence.
Hal se rend au bureau de recrutement du Corps de la Paix et confronte Ralph, croyant à tort qu'il s'est remis avec Rosemary. Celui-ci dément et l'informe que les parents de Rosemary organisent une fête pour son départ. Hal, Mauricio et Ralph s'y rendent. Rosemary rejette d'abord Hal, mais accepte ses excuses lorsqu'il lui déclare son amour. Rosemary lui annonce qu'elle part malgré tout en mission, mais Hal lui annonce qu'il vient avec elle, ayant été enrôlé dans le Corps de la Paix par un ami de Ralph. Hal tente alors de la porter dans ses bras, mais échoue ; émue par son geste, Rosemary le soulève à son tour et le porte triomphalement jusqu’à la voiture. Tandis qu'ils s'en vont, Mauricio fait la connaissance d’une femme qui adore les chiens, et ils s’éloignent ensemble pendant qu’il remue joyeusement la queue.

## Fiche technique
- Titre français : L'Amour extra-large
- Titre original : Shallow Hal
- Titre québécois : Hal le superficiel
- Réalisation : Peter et Bobby Farrelly
- Scénario : Sean Moynihan, Peter et Bobby Farrelly
- Musique : William Goodrum & Ivy
- Photographie : Russell Carpenter
- Montage : Christopher Greenbury et Steve R. Moore
- Production : Bobby Farrelly, Peter Farrelly, Bradley Thomas et Charles B. Wessler
- Sociétés de production : 20th Century Fox & Conundrum Entertainment
- Société de distribution : 20th Century Fox
- Pays :  États-Unis,  Allemagne
- Langue : Anglais
- Genre : Comédie
- Format : Couleur - Dolby Digital - DTS - 35 mm - 1.85:1
- Budget : 40 000 000 $
- Durée : 113 min
- Dates de sortie :
  - États-Unis : 1er novembre 2001  ;
  - Belgique : 13 février 2002 ;
  - France : 6 mars 2002

## Distribution
- Gwyneth Paltrow (VF : Barbara Kelsch ; VQ : Natalie Hamel-Roy) : Rosemary Shanahan
- Jack Black (VF : Christophe Lemoine ; VQ : Stéphane Rivard) : Hal Larson
- Jason Alexander (VF : Michel Mella ; VQ : Luis de Cespedes) : Mauricio Wilson
- Joe Viterelli (VF : Jean Lescot ; VQ : Yves Massicotte) : Steve Shanahan
- Rene Kirby (VF : Jean-François Kopf ; VQ : Hubert Gagnon) : Walt
- Anthony Robbins (VF : Bernard Métraux ; VQ : Yves Corbeil) : lui-même
- Jill Christine Fitzgerald : Mme Shananan
- Susan Ward (VF : Cathy Diraison ; VQ : Valérie Gagné) : Jill
- Zen Gesner (VF : Patrick Mancini ; VQ : Pierre Auger) : Ralph Owens
- Bruce McGill (VF : Michel Fortin) : le révérend Larson
- Nan Martin (VF : Maria Tamar ; VQ : Élizabeth Chouvalidzé) : Tanya Peeler
- Brooke Burns (VF : Catherine Le Hénan ; VQ : Hélène Mondoux) : Katrina
- Brianna Gardner : Cadence
- Rob Moran (VF : Mathieu Buscatto) : Tiffany, hôtesse du Manly

## Bande-originale
- Too Young - Phoenix
- Wall in Your Heart - Glen Ballard
- Never Forget Where I'm From - Kekama Emmsley
- Wall in Your Heart - Shelby Lynne
- Sweet Mistakes - Ellis Paul
- Afterlife - Rosey
- Never Forget Where I'm From - Tigi Tapusoa
- Baby, now that I've found you - The Foundations
- This is my world - Darius Rucker